# Takao Kawaguči
Takao Kawaguči (japonsky 川口 孝夫, Kawaguči Takao; * 13. dubna 1950, Hirošima, Japonsko) je bývalý reprezentant Japonska v judu, bojující v lehkých vahách. V roce 1972 získal zlatou olympijskou medaili.
S judem začal v pěti letech pod vedeních svého otce, trenéra (sensei) juda. Ve své době neměl na mezinárodním poli konkurenci. Byl znám především a jedině bojem na zemi (ne-waza), kde vyhrával všechny své zápasy.
V roce 1972 se účastnil jako aktuální mistr světa Letních olympijských her v Mnichově 1972. V prvním a ve druhém kole vyprovodil z tatami postupně Tchajwance a Korejce. Ve čtvrtfinále ho čekala velká neznámá Mongol Bujadá Bachva. S ním vedl velmi vyrovnaný zápas, který se odehrával prakticky jen na zemi (ne-waza). Při jednom souboji na zemi, kdy se střídali v držení jeden druhého, se Bujadovi podařilo Kawagučiho pevně sevřít. Kawagučimu nezbylo než se snažit dostat za hrací plochu. Úmysl se mu podařil, ale za cenu dvou zlomených žeber. Trenér Akio Kaminaga požadoval doktora, ale sovětský rozhodčí to dobrou minutu nebyl schopen komisařům sdělit. Německý doktor se nakonec dostavil, ale to už se Kawagučimu trošku ulevilo a rozhodl se pokračovat a nakonec v zápase zvítězil na praporky rozhodčích. V semifinále porazil na zemi západního Němce Koppena a dostal se do finálového kola, kde se střetly osudy dvou suverénů v turnaji se dvěma šťastlivci z oprav. V prvním zápase finálového kola porazil Severokorejce Kima, který prohrou získal bronzovou medaili. Ve finálovém zápase potom opět narazil na Mongola Bachvu. Po 40sekundovém zápasu ho technikou kouchi-gari poslal na zem a tam dostal do držení.
Po skončení aktivní kariéry pokračoval v rodinné tradici senseie juda.